# NGC 6811
NGC 6811 is een open sterrenhoop in het sterrenbeeld Zwaan. Het hemelobject werd op 29 augustus 1829 ontdekt door de Britse astronoom John Herschel.

## Synoniemen
- OCL 185